# Worthy de Jong
Worthy de Jong (Paramaribo, 14 maart 1988) is een Nederlands basketballer die momenteel 3x3-basketbal speelt. In het reguliere basketbal speelde hij vooral als shooting guard of small forward en speelde hij het overgrote deel van zijn carrière voor ZZ Leiden. De Jong speelde ook tien jaar voor het Nederlands team, en kwam uit op de EK's van 2015 en 2022. Op 5 augustus 2024 won hij tijdens de Olympische Zomerspelen 2024 in Parijs met Nederland de gouden medaille bij het 3×3-basketbal.

## Carrière
De Jong werd in Paramaribo, Suriname, geboren en verhuisde op zijn 2e met zijn ouders naar Nederland, waar hij in de Amsterdamse Bijlmer opgeroeide. Hij werd door zijn vader (die zelf ook basketbalde) vernoemd naar James Worthy, een voormalig NBA-speler van de Los Angeles Lakers. Hij begon met basketballen bij Club 2000 in Reigersbos Amsterdam. In 2006 speelde hij in de Verenigde Staten voor Ranger College, een community college in Ranger, Texas. De Jong speelde van 2008 tot 2009 voor Orca's Urk in de Promotiedivisie.
In 2009 ging hij in de hoogste divisie basketballen bij Rotterdam Basketbal, destijds Rotterdam Challengers.
In de zomer van 2010 stapte De Jong over naar Zorg en Zekerheid Leiden, met die club werd hij in zijn eerste seizoen gelijk landskampioen. In 2013 verlengde hij zijn contract met nog twee jaar, tot het einde van seizoen 2013-14. Op 4 juli 2014 tekende hij een nieuw contract in Leiden voor 3 jaar. In het seizoen 2015/16 werd De Jong voor het eerst verkozen tot de DBL's Meest Waardevolle Speler.
Op 2 juni 2016 tekende De Jong bij SOMB Boulogne-sur-Mer dat uitkwam in de Pro B, de Franse tweede divisie. Na 1 jaar Frankrijk keerde de Jong terug naar ZZ Leiden.
Eind mei 2020 kwamen ZZ Leiden en De Jong een 3-jarig contract overeen, waardoor hij aan het einde van dat contract 12 jaar in Leiden zou spelen. Na het seizoen 2021/22 stopte De Jong als basketballer. Hij eindigde zijn carrière als de recordhouder in punten voor ZZ Leiden. Zijn rugnummer '6' werd vanaf dat seizoen 'retired' verklaard en er zal in de toekomst niemand anders meer dat rugnummer 6 bij ZZ Leiden spelen. Tevens werd er een tribune in de Vijf Mei Hal en later ook een tribune in de vervangende hal 'Arena 1574' naar hem vernoemd. Dit was een eerbetoon voor zijn lange staat van dienst voor de club. Tijdens zijn afscheidsceremonie in Leiden was er een speciaal programma opgesteld waarbij veel oud-teamgenoten (soms digitaal) aanwezig waren. Veel fans droegen een T-shirt met daarop "beworthy".
In 2023 keerde De Jong voor een korte periode even terug bij ZZ Leiden. Hij werd hiervoor gevraagd door ZZ Leiden, vanwege veel blessuregevallen binnen de selectie. Hoewel hij al afscheid had genomen stond hij nog steeds ingeschreven als lid van de club bij de basketbalbond, waardoor deze kortstondige terugkeer mogelijk was. Hij speelde in deze periode drie competitie wedstrijden en de halve finale van de Basketbal Cup.

## Nederlands basketbalteam
De Jong speelde van 2012 tot en met 2022 voor het Nationaal basketbalteam van Nederland. Hij heeft op 31 december 2015 55 interlands op zijn naam staan. Inmiddels is dat aantal medio 2021 (januari) tot 101 gestegen. De Jong was aanwezig bij de kwalificatiewedstrijden voor het EK in 2013 en 2014. In 2013 plaatste Oranje zich niet door een administratieve fout. Maar in 2014 lukte het om toch te plaatsen voor het EK. In deze kwalificatie was De Jong een van de sleutelspelers van dit succes. De Jong werd opgeroepen om mee te gaan naar het EK basketbal 2015 in Zagreb. Hier won Nederland hun allereerste wedstrijd. Maar zij verloren de rest van de wedstrijden. De Jong probeerde op het EK zich goed te presenteren voor clubs uit het buitenland om daar misschien een vervolgcarrière te kunnen hebben. Dit lukte niet en hij bleef bij zijn club ZZ Leiden. Wel had De Jong een goede indruk achter gelaten door in een speelronde uitgekozen te worden in het All Best Team. Hierin stond hij naast NBA-sterren zoals Pau Gasol en Marco Belinelli.
Zeven jaar later speelde De Jong op EuroBasket 2022 (het EK van 2022), waar Nederland geen wedstrijden wist te winnen. Hierna stapte hij over naar het 3×3-basketbal met het oog op de Olympische Zomerspelen 2024. 

## Nederlands 3x3 Basketbalteam
Met het nationale 3×3-team speelde De Jong in 2023 het EK en het WK, bij beide toernooien werd de kwartfinale gehaald. In 2024 wist de ploeg met De Jong zich via het laatste OKT te kwalificeren voor de Olympische Spelen van 2024. De Jong werd uitgekozen als vlaggendrager van het Nederlands team voor de openingsceremonie, samen met handbalster Lois Abbingh. Tijdens de Spelen vormde hij een team met Arvin Slagter, Dimeo van der Horst en Jan Driessen. Met dit team wist hij in een bloedstollende finale op het Place de la Concorde de gouden medaille te winnen door een buitengewoon fraaie tweepunter te scoren tegen de Fransen in extra tijd waardoor er met 18-17 werd gewonnen. Met Slagter en Driessen speelde hij eerder al samen bij ZZ Leiden.

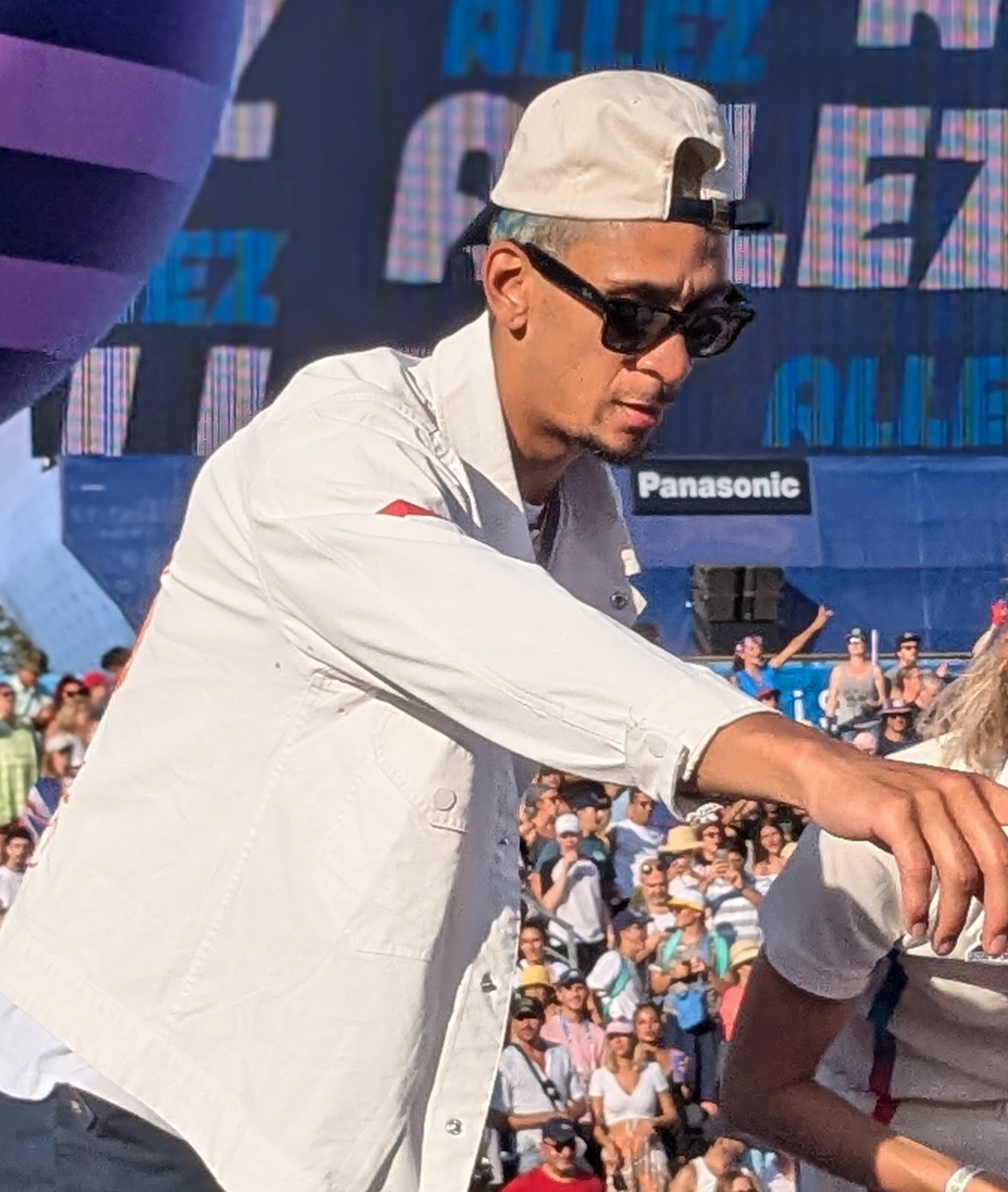
Worthy de Jong bij de Parc des Champions, waar aan de olympiërs worden gehuldigd vlak bij de Eiffeltoren.

Het spektakel van Parijs herhaalde zich in november 2024 in Hongkong. De 36-jarige De Jong bezorgde Team Amsterdam in de finale tegen het Franse Paris met een tweepunter in de verlenging de zege: 22-20. Hierdoor wonnen de Nederlandse 3x3-basketballers voor het eerst de WorldTour Finals, de afsluiting van het internationale profseizoen.

## Erelijst
ZZ Leiden
- 2x BNXT League (2022, 2023)
- 4× Landskampioen (2011, 2013, 2021, 2023)
- 3× NBB Beker (2012, 2019, 2023)
- 3× Supercup (2011, 2012, 2021)

Nederlands 3x3 basketbalteam
- Olympische Spelen,  (2024)
- Winnaar WorldTour Finals, Hongkong (2024)

Individuele prijzen:
- DBL MVP (2016)
- DBL Play-offs MVP (2021)
- 4× DBL All-Star Team (2013, 2015, 2016, 2021)
- 3× DBL All-Defense Team (2015, 2016, 2021)
- DBL Most Improved Player (2012)
- 5× DBL All-Star Game (2012, 2013, 2014, 2015, 2016)
- BNXT League Finals MVP (2022)
- BNXT League Defensive Player of the Year (2022)
- BNXT League Nederlandse Speler van het Jaar (2022)

2020: Agnis Čavars & Edgars Krūmiņš & Kārlis Lasmanis & Nauris Miezis ·
2024: Jan Driessen & Dimeo van der Horst &  Arvin Slagter & Worthy de Jong